# Żywot człowieka rozbrojonego (serial telewizyjny)
Żywot człowieka rozbrojonego – polski serial z 1993 roku, w reżyserii Krzysztofa Grubera. Scenariusz filmu oparty na powieści Sergiusza Piaseckiego pod tym samym tytułem.

## Fabuła
Historia Michała Łubienia, zdemobilizowanego żołnierza wojny 1920 r. stykającego się z twardymi realiami życia w II Rzeczypospolitej. Narażony na biedę i poniżenie ima się mało wartościowych źródeł utrzymania, jak pornografia i hazard.

## Obsada aktorska
- Grzegorz Damięcki jako Michał Łubień
- Ryszarda Hanin jako wdowa Zubrzyńska
- Mirosław Zbrojewicz
- Piotr Pręgowski
- Władysław Komar
- Marek Cichucki
- Grzegorz Warchoł
- Artur Barciś
- Marzena Trybała
- Tomasz Grochoczyński – major